# Centrale thermique de Kawagoe
La centrale thermique de Kawagoe est une centrale thermique située à Kawagoe, dans la préfecture de Mie au Japon.